# Johan Melsen
Johan Melsen (Roosendaal, 17 aprile 1968) è un ex ciclista su strada belga.
Ciclista professionista dal 1986 al 1993, è arrivato terzo alla Gullegem Koerse del 1992. Ottenne alcune vittorie di tappa all'Olympia's Tour.

## Palmarès

### Strada
- 1990

8a tappa Olympia's Tour
- 1991

5a tappa Olympia's Tour
6a tappa Olympia's Tour

## Piazzamenti

### Grandi Giri
- Vuelta a España

1990: 81°